# Список керівників держав 360 року
Список керівників держав 360 року — це перелік правителів країн світу 360 року
Список керівників держав 359 року — 360 рік — Список керівників держав 361 року — Список керівників держав за роками

## Європа
- Боспорська держава — цар Савромат V (341-370)
- плем'я вандалів — король Годагисл (359-406)
- плем'я гунів — цар Баламир (360-378)
- Думнонія — король Конан Меріадок ап Герайнт (340–387)
- Ірландія — верховний король Еохайд Мугмедон (357-365)
- Римська імперія
  - римський імператор Констанцій II (337–361)
- Святий Престол — папа римський Ліберій (352-366)

## Азія
- Велика Вірменія — цар Аршак II (350-368)
- Диньяваді (династія Сур'я) — раджа Мандала Сур'я (313–375)
- Іберійське царство — цар Міріан III (284–361)
- Індія
  - Царство Вакатаків — імператор Прітвісена I (355-380)
  - Імперія Гуптів — магараджа Самудрагупта (335–380)
  - Держава Кадамба — цар Маюрашарма (345-365)
  - Камарупа — цар Пуш'яварман (350-374)
  - Західні Кшатрапи — махакшатрап Рудрасена III (348-380)
  - Кушанська імперія — великий імператор Кіпунада (345-375)
  - Династія Паллавів  — махараджа Кумаравішну I (355-370)
  - Раджарата — раджа Буддхадаса (341-370)
- Кавказька Албанія — цар Урнайр (360-371/379)
- Китай (Період шістнадцяти держав)
  - Династія Дай — цар Тоба Шеігянь (338–377)
  - Династія Рання Лян — князь Жань Сюанінь (355-363)
  - Династія Рання Цінь — імператор Фу Цзянь II (357 — 385)
  - Династія Рання Янь — імператор Мужун Цзюнь (348-360), його змінив імператор Мужун Вей (360 — 370)
  - Тогон — Мужун Сюйсі (351-371)
  - Династія Цзінь — імператор Сима Дань (Му-ді) (344-361)
- Корея
  - Кая (племінний союз) — кимгван Ісипхум (346-407)
  - Когурьо — тхеван (король) Когугвон (331–371)
  - Пекче — король Кинчхого (346-375)
  - Сілла — ісагим (король) Немуль (356 — 402)
- Паган — король Тілі К'яунг I (344 — 387)
- Персія
  - Держава Сасанідів — шахіншах Шапур II (309–379)
- Хим'яр — цар Карібіл Ватар Їханим III (345-360), його змінив цар Малкікариб Їхамин II (360-375)
- Чампа — князь Фан Фо (349-377)
- Японія — імператор Нінтоку (313–399)

## Африка
- Аксумське царство — негус Мегадеїс (355-385)

## Північна Америка
- Цивілізація Майя
  - місто Тікаль — цар Чак-Ток-Ічак II (360-377)